# Wapen van Puttershoek

Wapen van Puttershoek

Het wapen van Puttershoek werd op 24 juli 1816 bij besluit van de Hoge Raad van Adel aan de gemeente Puttershoek toegekend. Op 1 januari 1984 viel Puttershoek onder de nieuw opgerichte gemeente Binnenmaas. Het wapen van Puttershoek is daardoor komen te vervallen. In het wapen van Binnenmaas is een afgeknotte lelie uit dat van Puttershoek overgenomen. Op 1 januari 2019 is de gemeente Binnenmaas opgeheven. Sindsdien valt Puttershoek onder de gemeente Hoeksche Waard.

## Blazoenering
De blazoenering van het wapen luidde als volgt:
Van zilver beladen met drie leliën van sabel.
De heraldische kleuren zijn zilver (wit) en sabel (zwart).

## Geschiedenis
Het wapen is afgeleid van het familiewapen van Van Lier, dat vroeger ten minste voor de helft eigenaar was van de heerlijkheid. Zowel de familie van Lier als de voormalige ambachtsheerlijkheid Puttershoek voerde geknotte lelies in het wapen. In het wapen van Binnenmaas is daarom een geknotte lelie teruggekomen.
Van Ollefen (1793) omschrijft het heerlijkheidswapen ook als zodanig.

## Verwante wapens

Het wapen van Binnenmaas (1985)
Het wapen van Binnenmaas (2009)